# Campeonato Catarinense de Futebol de 2015 - Série C
A Série C do Campeonato Catarinense de Futebol de 2015 será a 12ª edição da Terceirona do Catarinense que contará com a participação de 8 clubes. Este é o segundo ano que a competição passou a ser chamada de Série C, que antes era conhecida como Divisão de Acesso.

## Equipes Participantes
| Equipe         | Município          | Em 2014     | Estádio                    | Capacidade | Títulos |
| -------------- | ------------------ | ----------- | -------------------------- | ---------- | ------- |
| Barra          | Balneário Camboriú | 4º          | Robertão                   | 3.300      | ---     |
| Caçador        | Caçador            | 10º Série B | Carlos Alberto Costa Neves | 6.500      | ---     |
| Curitibanos    | Paulo Lopes        | 6º          | Antonio Amadeu Moisés      | 1.000      | ---     |
| Fluminense     | Joinville          | 5º          | Arena Joinville            | 20.160     | ---     |
| Jaraguá        | Jaraguá do Sul     | 2º          | Botafogo                   | 1.000      | ---     |
| Maga           | Indaial            | 7º          | Botafogo                   | 1.000      | ---     |
| NEC Litoral    | Penha              | ---         | Hercílio Luz               | 6.010      | ---     |
| Santa Catarina | Imbituba           | ---         | Emília Mendes Rodrigues    | 3.000      | ---     |

- O Santa Catarina e um time que representa sua cidade Rio do Sul, mais mandou os seus jogos em Imbituba.

## Regulamento
A competição será disputada em até três fases. Turno, returno e finais.
Caso a mesma equipe seja a campeã do turno e do returno, será considerado o campeão do campeonato. Tendo vaga garantida na Série B de 2016 e a 3ª Etapa (finais) não será realizada e o campeonato estará encerrado.

### Turno
A 1ª Fase – turno as 8 (oito) equipes jogarão todas entre si, os jogos de ida, conforme tabela elaborada pelo Departamento de Competições da FCF, com contagem corrida de pontos ganhos, classificando-se para a 3 ª Fase – finais, apenas a primeira colocada.

### Returno
A 2ª Fase – returno, também será disputada pelas 8 (oito) associações, que jogarão todas entre si, somente em jogos de volta, invertendo-se apenas o mando de campo dos jogos da 1ª Fase – turno, conforme tabela elaborada pelo Departamento de Competições da FCF, com contagem corrida de pontos ganhos, classificando-se para a 3 ª Fase – finais, apenas a primeira colocada.

### Finais
A 3ª fase – final, caso venha a ser realizado, será disputada pelas associações que se sagrarem campeãs das 1ª e 2ª Fases (turno e returno), que jogarão entre si, dois jogos de ida e volta, sendo mandante do jogo de volta (segunda partida) a associação que obtiver o maior número de pontos ganhos na soma das 1ª e 2ª Fases (turno e returno). 

### Critérios de Desempate
Ao término da Primeira Fase (Inicial) do Turno e Returno, no caso de duas ou mais equipes terminarem empatadas em número de pontos ganhos, o critério de desempate será estabelecido pelos índices técnicos abaixo mencionados na seguinte ordem:
- Maior número de vitórias;
- Maior saldo de gols;
- Maior número de gols pró;
- Confronto direto, somente no caso de empate entre duas equipes;
- Menor número de cartões vermelhos recebidos;
- Menor número de cartões amarelos recebidos;
- Sorteio.

## Turno
*O Caçador desistiu da competição. 
|  | Classificado à final do campeonato. |

## Returno
*Fluminense perdeu 3 pontos no TJD-SC. 
|  | Classificado à final do campeonato. |

## Confrontos
Para ler a tabela, a linha horizontal representa os jogos da equipe como mandante. A coluna vertical indica os jogos da equipe como visitante.
Jogos do Turno estão em vermelho e os jogos do Returno estão em azul.
|                | BAR   | CAÇ   | CUR    | FLU   | JAR   | MAG   | NEC   | SAN   |
| -------------- | ----- | ----- | ------ | ----- | ----- | ----- | ----- | ----- |
| Barra          | —     | N/R   | 8 - 0  | 3 - 0 | 3 - 3 | 5 - 0 | 4 - 2 | 3 - 2 |
| Caçador        | 0 - 3 | —     | 0 - 1  | 2 - 0 | N/R   | N/R   | N/R   | N/R   |
| Curitibanos    | 0 - 8 | N/R   | —      | 0 - 5 | 0 - 4 | 2 - 0 | 0 - 6 | 1 - 2 |
| Fluminense     | 0 - 4 | N/R   | 7 - 2  | —     | 4 - 4 | 2 - 0 | 1 - 0 | 2 - 4 |
| Jaraguá        | 0 - 2 | 3 - 0 | 7 - 0  | 1 - 1 | —     | 1 - 0 | 2 - 0 | 1 - 3 |
| Maga           | 0 - 2 | 3 - 0 | 1 - 1  | 0 - 2 | 0 - 3 | —     | 0 - 2 | 1 - 4 |
| NEC Litoral    | 2 - 3 | 3 - 1 | 11 - 1 | 0 - 1 | 4 - 1 | 3 - 0 | —     | 3 - 0 |
| Santa Catarina | 2 - 3 | 0 - 3 | 4 - 1  | 2 - 2 | 2 - 3 | 3 - 1 | 1 - 2 | —     |

| Vitória do mandante | Vitória do visitante | Empate |

## Classificação geral
*Fluminense perdeu 3 pontos no TJD-SC. 
|  | Campeão do turno e do returno. |